# Stefan Weiler
Stefan Weiler (* 5. Januar 1960 in Stuttgart) ist ein deutscher Kirchenmusiker, Dirigent und Musikpädagoge.

## Leben und Werk
Weiler studierte katholische Kirchenmusik in Mainz, Saarbrücken und Freiburg und schloss sein Studium in Freiburg mit dem A-Examen ab. Seine Ausbildung in Chor- und Orchesterleitung übernahmen die Professoren W. Wehnert, W. Schäfer und H.-M. Beuerle. Darüber hinaus war Stefan Weiler Schüler von Helmuth Rilling und perfektionierte seine Tätigkeit durch Meisterkurse und Seminare bei John Eliot Gardiner und Uwe Gronostay.
Stefan Weiler ist Mitglied der Gächinger Kantorei Stuttgart. Als Assistent von Helmuth Rilling arbeitete er mit vielen europäischen Ensembles zusammen (Gächinger Kantorei und Bachcollegium Stuttgart, Athener Rundfunkchor und -orchester, Madrider Rundfunkchor, Chor der Krakauer Bachakademie, Israel Philharmonic Orchestra). Auf der jährlich stattfindenden Bachwoche in Stuttgart ist er u. a. neben Helmuth Rilling, Masaaki Suzuki und Georg Christoph Biller regelmäßig als Dozent tätig, hier leitet er seit 1999 den „Chor der Bachwoche“.
Seit vielen Jahren obliegt Stefan Weiler die musikalische Leitung der Ostertagung der Burg Rothenfels. Als Gast des Münchener Bach-Chores dirigierte er 2002 das Eröffnungskonzert des Festival de Pollenca auf Mallorca. 2001 gründete er in Krasnojarsk (Sibirien) eine Bachakademie. Seitdem veranstaltet er dort in Zusammenarbeit mit der Krasnojarsker Akademie und der Kulturverwaltung jeweils im Herbst Meisterkurse, Gesprächs- und Hauptkonzerte.
1979 gründete Stefan Weiler den Mainzer Figuralchor, den er bis zu dessen Auflösung 2014 leitete.